# Komandosi (grupa opozycyjna)
Komandosi – określenie dla działającej w latach 60. XX wieku studenckiej grupy kontestatorów, głównie Adama Michnika, Teresy Boguckiej, Jana Grossa, Jakuba Karpińskiego, Barbary Toruńczyk, Ireny Grudzińskiej, Aleksandra Perskiego i innych studentów.
Nazwani zostali tak od niespodziewanego pojawiania się na wykładach otwartych i sesjach rocznicowych na Uniwersytecie Warszawskim i niweczenia propagandowych założeń tych zgromadzeń przez doprowadzanie do nieprawomyślnych, według ówczesnej władzy, dyskusji politycznych. Wystąpienia miały jednak charakter spontaniczny, a żadne przygotowania do niweczenia owych spotkań nie miały miejsca.
Po wydarzeniach marcowych 1968 jesienią tego roku rozpoczęły się procesy środowiska „komandosów”. Po kilku miesiącach zapadły wyroki więzienia, m.in. 3,5 roku dla Jacka Kuronia i Karola Modzelewskiego, 3 lata dla Michnika, 2,5 roku dla Józefa Dajczgewanda i Jana Lityńskiego.

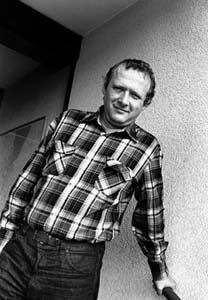
Adam Michnik
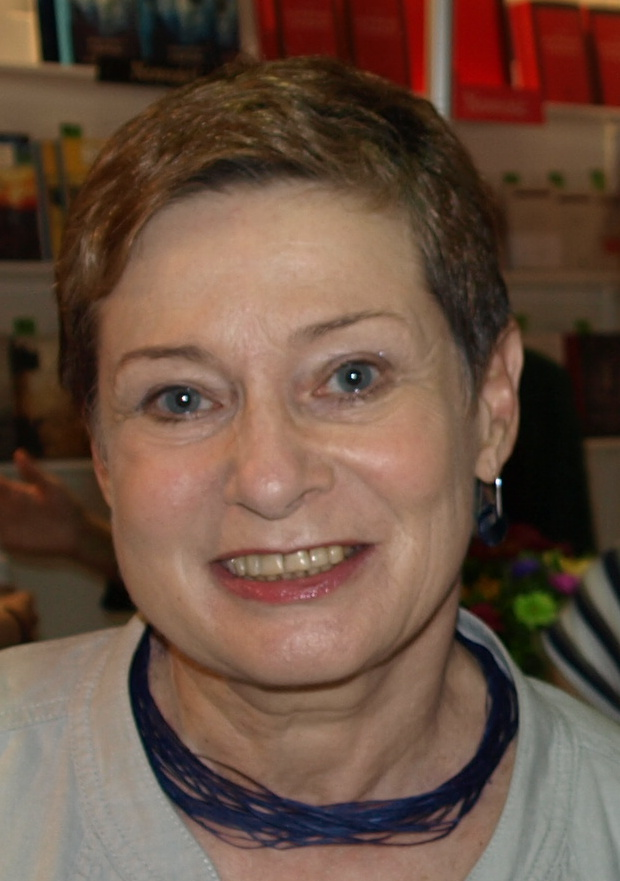
Barbara Toruńczyk
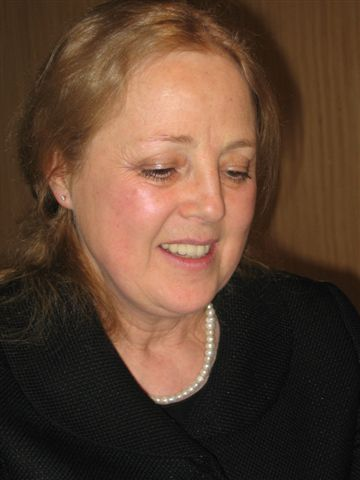
Irena Grudzińska-Gross
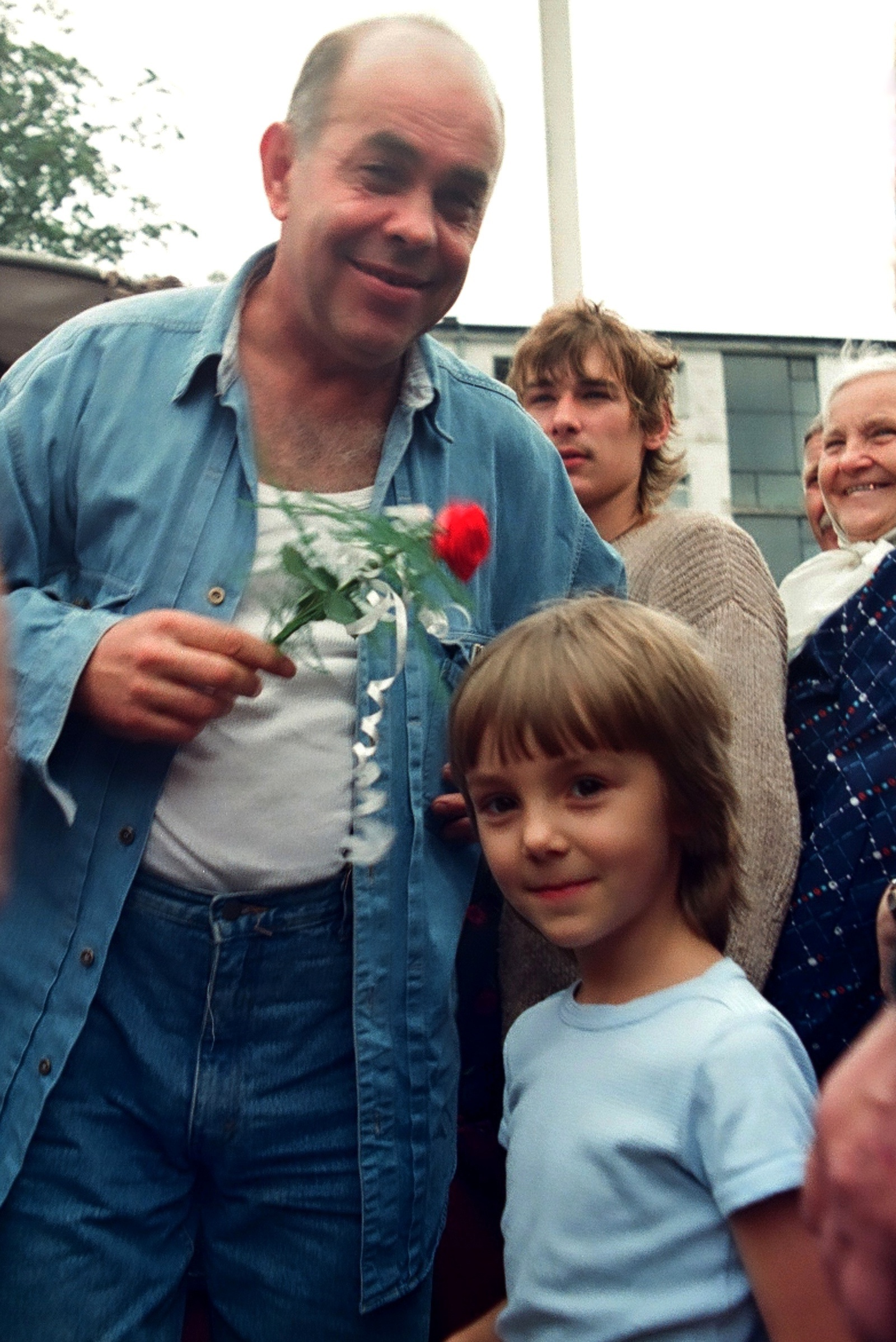
Jacek Kuroń
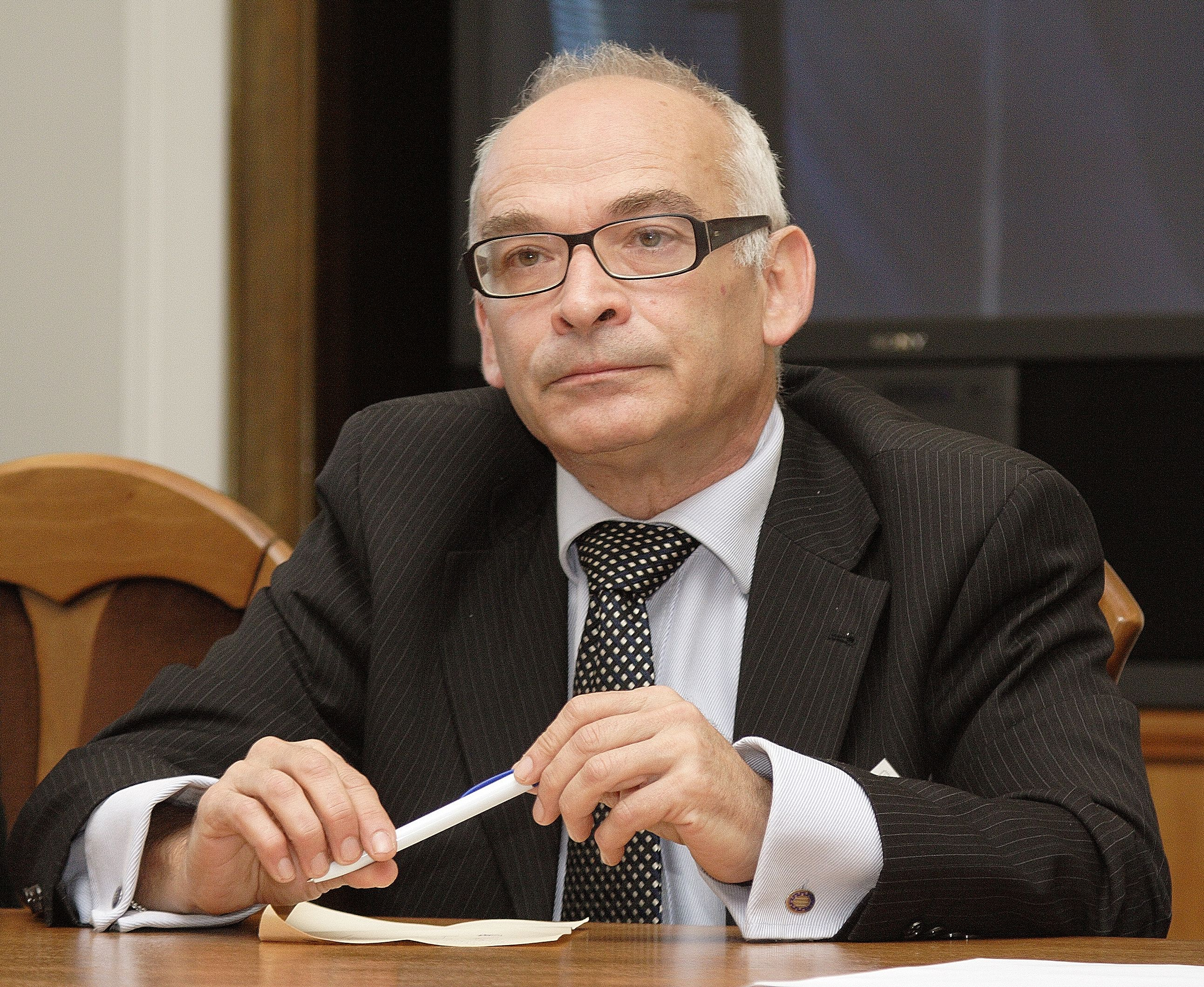
Jan Lityński
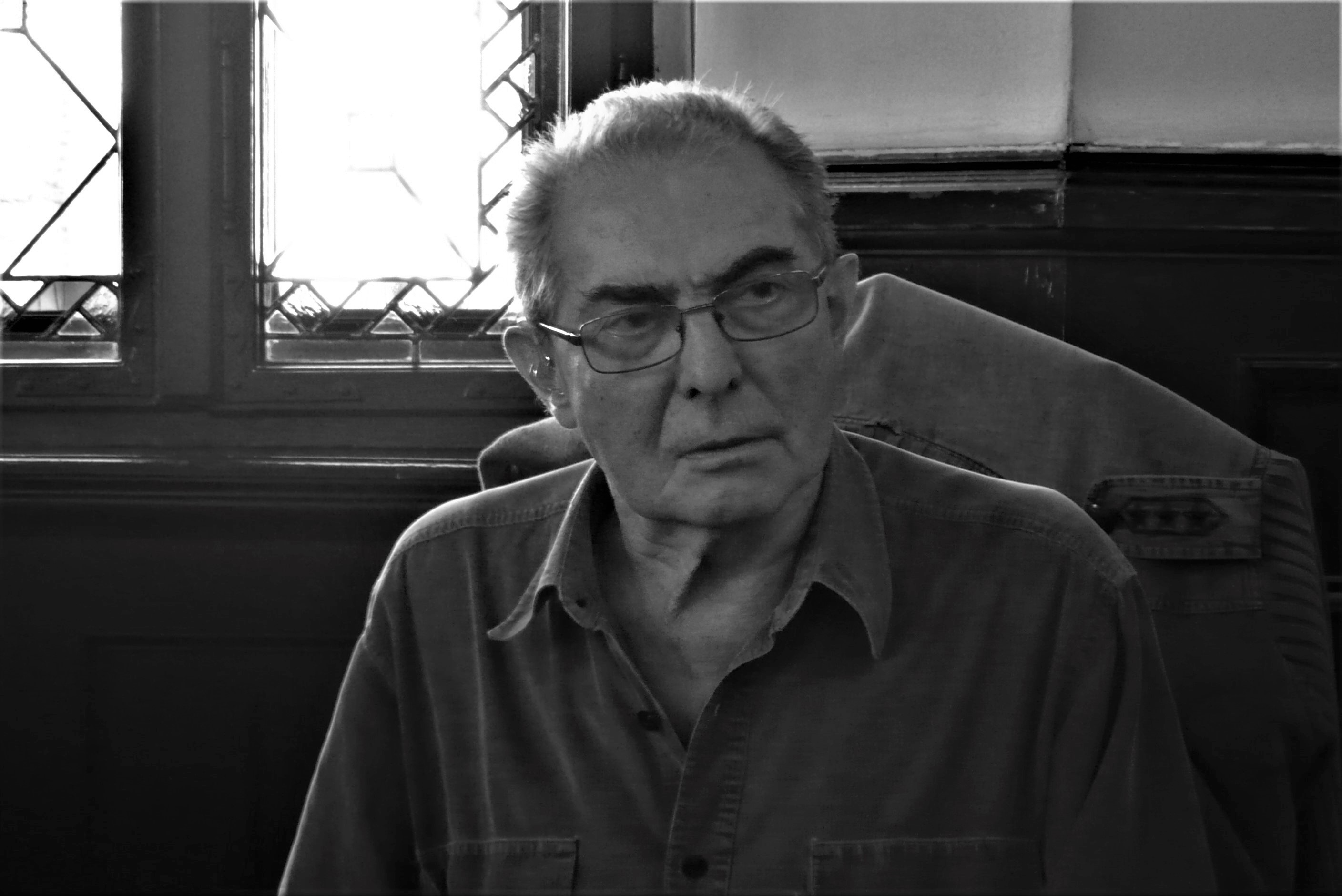
Karol Modzelewski